# Eugène Revillout
Eugène Revillout (né le 4 mai 1843 à Besançon, mort le 16 janvier 1913) est un égyptologue français. Il a créé et publié la Revue égyptologique en 1880.

## Quelques publications
- Le Concile de Nicée d'après les textes coptes, Première série de documents, Exposition de foi, Gnomes du saint concile, Papyrus du musée de Turin, Imprimerie Nationale, Paris, 1873, 1876 et 1881 - J. Maisonneuve, 1908.
- Mémoire sur les Blemmyes, à propos d'une inscription copte trouvée à Dendur, Imprimerie Nationale, 1874.
- Actes et contrats des musées égyptiens de Boulaq et du Louvre, Imprimerie Nationale, Paris, 1876 - F. Vieweg, 1876.
- Recherches et études sur les papyrus égyptiens, Éditeur inconnu, Paris, 1876.
- Apocryphes coptes du Nouveau Testament, textes, fasc. 1, F. Vieweg, 1876.
- Le roman de Setna, étude philologique et critique, avec traduction mot à mot du texte démotique, introduction historique et commentaire grammatical, Ernest Leroux, Paris, 1877 et 1880.
- Nouvelle Chrestomathie démotique, Mission de 1878, Contrats de Berlin, Vienne, Leyde, etc, Ernest Leroux, Paris, 1878 - F. Vieweg, 1880.
- Chrestomathie démotique, Paris, 1880.
- Le procès d'Hermias d'après les documents démotiques et grecs, premier rapport sur une mission en Allemagne et dans les Pays-Bas, 1er fascicule, Ernest Leroux, Paris, 1882 et 1884.
- École du Louvre : Cours de langue démotique et de droit égyptien, Ernest Leroux, Paris, 1883.
- École du Louvre : Cours de langue démotique : Un poème satirique, Ernest Leroux, Paris, 1884.
- Avec August Eisenlohr, Corpus Papyrorum Ægypti a Revillout et Eisenlohr editum, Tom. 1, Tom. 2, fasc 1, Tom. 3, fasc. 1, Ernest Leroux, Paris, 1885 et 1888
- Les obligations en droit Égyptien comparé aux autres droits de l'antiquité, Ernest Leroux, Paris, 1886 et 1887.
- Un fermage du temps d'Amasis et l'état de la propriété à cette époque, Ernest Leroux, Paris, 1886.
- Avec Henri de La Tour, Lettres sur les monnaies égyptiennes, J. Maisonneuve, Paris, 1895.
- Avec Émile Boudier, Quelques textes démotiques archaïques, J. Maisonneuve, Paris, 1895.
- Mélanges sur la métrologie, l'économie politique et l'histoire de l'ancienne Égypte, avec de nombreux textes démotiques, hiéroglyphiques, hiératiques ou grecs inédits, J. Maisonneuve, Paris, 1895 et 1896.
- Notice des papyrus démotiques archaïques, Éditeur inconnu, Paris, 1896.
- Les actions publiques et privées en droit égyptien, leçons professées à l'École du Louvre, Premier volume, Cours de 1896-1897, J. Maisonneuve, Paris, 1897.
- Vers égyptiens, métrique démotique, étude prosodique et phonétique du Poème satirique, du poème de Moschion et des papyrus à transcriptions grecques de Leyde et de Londres, Ernest Leroux, Paris, 1897.
- Précis du droit égyptien, Éditeur inconnu, Paris, 1902.
- Les rapports historiques et légaux des Quirites et des Égyptiens, depuis la fondation de Rome jusqu'aux emprunts faits par les auteurs de la loi des XII au code d'Amasis, Mémoire original lu à l'École du Louvre pendant l'année scolaire 1899-1900, J. Maisonneuve, 1902.
- Avec Noel Giron, Légendes Coptes, Fragments inédits, P. Geuthner, Paris, 1907 - Kessinger Publishing, Février 2009.
- Contrats égyptiens archaïques, démotiques, araméens, Éditeur inconnu, Paris, 1911.
- Les Origines égyptiennes du droit civil romain, nouvelle étude faite d'après les textes juridiques hiéroglyphiques, hiératiques et démotiques, rapprochés de ceux des Assyro-Chaldéens et des Hébreux, P. Geuthner, 1912.
- Le syllabaire démotique, 1er fascicule : L'alphabet, Paris, 1912Cet ouvrage est le dernier d'Eugène Revillout qui est mort durant sa rédaction.